# Serebrianka
La rivière Serebrianka (en russe : Серебрянка) est un cours d'eau de l'oblast de Sverdlovsk, en Russie. La Serebrianka est un affluent de rive droite de la Tchoussovaïa, donc sous-affluent de la Volga par la Kama.

## Géographie
Elle est longue de 147 km et son bassin s'étend sur 1 240 km2. Son débit annuel moyen est de 12,4 m3/s
Elle est gelée de novembre à avril.

## Source
- Grande Encyclopédie soviétique